# 1923 год в литературе

## Премии

### Международные
- Нобелевская премия по литературе — Уильям Батлер Йейтс, «За вдохновенное поэтическое творчество, передающее в высокохудожественной форме национальный дух».

### Франция
- Гонкуровская премия — Люсьен Фабр, «Рабвель, или Боль пылающих».
- Премия Фемина — Jeanne Galzy, Les Allongés.

## Книги
- «В восемнадцатом году» — произведение Дмитрия Фурманова.
- «Муха-Цокотуха» — стихотворная сказка Корнея Чуковского.
- «Крестовые сёстры» — произведение Алексея Ремизова.
- «Кукха: Розановы письма» — произведение Алексея Ремизова.
- «Русалия» — произведение Алексея Ремизова.
- «Улица св. Николая» — произведение Бориса Зайцева.

### Романы
- «Безобразная герцогиня» — роман Лиона Фейхтвангера.
- «Блистающий мир» — роман Александра Грина.
- «Бэмби» — роман Феликса Зальтена.
- «Кенгуру» — роман Дэвида Герберта Лоуренса.
- «Люди как боги» — роман Герберта Уэллса.
- «Убийство на поле для гольфа» — роман Агаты Кристи.
- «Чапаев» — роман Дмитрия Фурманова.

### Повести
- «Аэлита» — повесть Алексея Толстого.
- «Дьяволиада» — повесть Михаила Булгакова.
- «Записки на манжетах» — повесть Михаила Булгакова.
- «Король Матиуш Первый» — повесть польского писателя и педагога Януша Корчака.
- «Мои университеты» — повесть Максима Горького.
- «Падение Даира» — повесть Александра Малышкина.
- «Дерсу Узала» — повесть Владимира Арсеньева.

### Малая проза
- «Самогонное озеро» — рассказ Михаила Булгакова.

### Пьесы
- «Бедный Конрад» (Der Arme Konrad) — пьеса Фридриха Вольфа.
- «Шестиэтажная авантюра» — буффонада Николая Эрдмана.
- «Шкафная комедия» (Die Schrankkomödie) — пьеса Фридриха Вольфа.

### Поэзия
- «Про это» — поэма Владимира Маяковского.
- «Чёрный человек» — поэма Сергея Есенина (первая публикация — 1926, после значительной переработки).
- «Мойдодыр» — детская сказка в стихах Корнея Чуковского.
- «Камень» — третья редакция сборника стихотворений Осипа Мандельштама (первая редакция — 1913, вторая — 1916).

## Персоналии

### Родились
- 16 января — Энтони Хект, американский поэт (умер в 2004).
- 24 февраля — Пьер Дюмайе, французский журналист, писатель, продюсер (ум. 2011).
- 24 февраля — Фредерик Киесель, бельгийский поэт, писатель и журналист (ум. 2007).
- 24 февраля — Норман Мур, британский эколог, один из самых влиятельных экспертов по защите природы, писатель[1].
- 24 февраля — Сальваторе Рута (итал. Salvatore Ruta), итальянский религиозный писатель (ум. 2002).
- 24 февраля — Джани Гурдит Сингх, панджабский писатель, журналист и редактор (ум. 2007).
- 24 февраля — Клавдия Павловна Фролова, советский и украинский литературовед и критик, профессор (ум. 2010).[2]
- 27 марта — Буалем Хальфа, алжирский прозаик и поэт (умер в 2017).
- 23 июля — Сирил Корнблат, американский писатель-фантаст (умер в 1958).
- 5 октября — Альфонсас Беляускас, литовский писатель.
- 1 ноября — Гордон Диксон, американский писатель-фантаст (умер в 2001).

### Умерли
- 3 января — Ярослав Гашек, чешский писатель-сатирик (родился в 1883).
- 23 марта — Елизавета Николаевна Водовозова, русская детская писательница, педагог, мемуаристка (родилась в 1844).
- 7 апреля — Фатих Халиди, татарский писатель, драматург, переводчик, просветитель  (родился в 1850).
- 23 сентября  — Иво Чипико, сербский писатель, драматург , журналист (родился в 1869).
- 14 октября — Марцелл Эмантс, голландский писатель, драматург, поэт (родился в 1848).
- 28 октября — Фёдор Адамович Корш, русский антрепренёр, драматург, переводчик (родился в 1852).
- 25 ноября –  Августо Альфани, итальянский писатель и поэт ( род. в 1944).
- 30 ноября — Рудольф Эльхо, немецкий писатель (родилась в 1839).